# Ibal-Addu
Ibal-Addu war ein König des kleinen Stadtstaates Aschlakka um 1750 v. Chr. Er war Zeitgenosse und Vasall des Zimri-Lim, König von Mari (Syrien). In Mari fanden sich bei Ausgrabungen zahlreiche Keilschrifttexte, darunter auch 33 Briefe von Ibal-Addu. Am Beginn der Regierungszeit von Zimri-Lim war Ibal-Addu wohl Thronanwärter in Aschlakka, wo ein gewisser Schadum-Adal regierte, wurde aber nicht als König eingesetzt. Ibal-Addu unterstützte Zimri-Lim in diversen Kriegen. Zimri-Lim griff in seinem dritten Regierungsjahr Aschlakka an, da Schadum-Adal gegen Zimri-Lim agierte und setzte Ibal-Addu dort auf den Thron. Das Ereignis war so bedeutend, dass Zimri-Lim sein viertes Regierungsjahr danach benannte: Das Jahr, als Zimri-Lim Aschlakka einnahm. Ibal-Addu heiratete Inib-scharri, eine Tochter von Zimri-Lim. Ibal-Addu war damit ein Vasall von Zimri-Lim. In den folgenden Jahren unterstützte Ibal-Addu den König von Mari in diversen militärischen Operationen. In der Folgezeit erwies sich Ibal-Addu als untreu gegenüber Zimri-Lim und unterstützte Gegner des Herrschers. Inib-scharri sandte Briefe an ihren Vater Zimri-Lim und beschrieb, wie er durch Ibal-Addu verraten werde. Sie bat darum, nach Mari zurückkehren zu dürfen. In seinem 13. Regierungsjahr griff Zimri-Lim Aschlakka an und plünderte die Stadt. Was mit Ibal-Addu geschah, ist unbekannt.